# Marie-Cornélie Falcon
Marie-Cornélie Falcon (ur. 28 stycznia 1814 w Paryżu, zm. 25 lutego 1897 tamże) – francuska śpiewaczka operowa, sopran dramatyczny.

## Życiorys
W latach 1827–1831 studiowała w Konserwatorium Paryskim, gdzie jej nauczycielami byli Felice Pellegrini i Adolphe Nourrit. Zadebiutowała w 1832 roku na deskach Opéra de Paris jako Alicja w Robercie Diable Giacomo Meyerbeera. Kreowała role Racheli w Żydówce Jacques’a Fromentala Halévy’ego (1835) i Walentyny w Hugonotach Meyerbeera (1836). Odnosiła sukcesy jako Donna Anna w Don Giovannim W.A. Mozarta i Julia w Westalce Gaspare Spontiniego. Jej krótka kariera zakończyła się załamaniem głosu w 1837 roku. Pomimo licznych prób i podejmowanych kuracji nie udało jej się już wrócić na scenę.
Dysponowała rzadko spotykanym tembrem głosu, nazwanym na jej cześć „Falcon soprano”.